# Imreish
Imreish (àrab: امريش, Imrayx) és una vila palestina de la governació d'Hebron, a Cisjordània, situada 11 kilòmetres al nord-oest d'Hebron. Segons l'Oficina Central Palestina d'Estadístiques tenia 2.199 habitants el 2016. Les instal·lacions d'atenció primària de salut del poble són designades pel Ministeri de Salut com a nivell 1.
Després de la Guerra araboisraeliana de 1948 i els acords d'armistici de 1949, Imreish va quedar sota un règim d'ocupació jordana. Des de la Guerra dels Sis Dies en 1967, Imreish ha romàs sota ocupació israeliana.